# Archaeamphora longicervia
Archaeamphora longicervia es una especie extinta de planta carnívora con gran afinidad a los miembros de la familia Sarraceniaceae. Fósil del Cretáceo temprano, fue encontrado en la formación de Yixian, en el noroeste de China.
Es la planta carnívora más primitiva conocida y único representante fósil de estas plantas. El género al que pertenece es uniespecífico, siendo también uno de los tres géneros de angiospermas más antiguos, con casi 125 millones de años.

## Etimología
El nombre Archaeamphora deriva del griego: αρχαίος y del latín archae- (viejo) y del griego amphora (recipiente), por el espacio donde atrapa a sus presas. El epíteto longicervia se deriva del  latín longus (largo) y cervicarius (con cuello).

## Material fósil
Este fósil se descubrió en la Formación Jianshangou, que constituye la parte más baja de la Formación de Yixian en Beipiao, al oeste de Liaoning (China). Está datada en el Cretáceo temprano, hace 124,6 millones de años. Hasta la fecha se han encontrado especímenes, incluyendo el holotipo (CBO0220) y el paratipo (CBO0754).

## Descripción
Planta herbácea de 5 cm de altura con hojas dispuestas en espiral alrededor del tallo, de, al menos, 2,1 cm de largo y  1,2 mm de ancho y con costillas y ranuras verticales. Estas hojas, con de 3 a 5 venillas longitudinales, funcionaban a modo de receptáculos capturando el alimento con el extremo en forma de cuchara y lo dirigían hacia el depósito situado en la base tubular a través de un cuello. Separando este depósito, aparece un área redondeada, fina y cóncava en la que no se encontró ni frutos ni semillas. Esta zona muestra una fluorescencia de color amarillo dorado al ser expuesta a una luz con una longitud de onda de 500 nm, al igual que en una fina zona en la parte apical de la hoja y en las glándulas, de aproximadamente 4 µm de diámetro, que aparecen a lo largo de las venas.
Se encontró una semilla muy bien conservada a 1 cm de las hojas. De forma ovalada y cubierta de unos gránulos marrón oscuro de unas 80 µm de diámetro y un ala lateral.

## Taxonomía
Los fósiles fueron sometidos a un análisis químico para la detección de oleanano, considerado como clave para diferenciar las angiospermas de las gimnospermas. La presencia de oleano sugiere que esta especie perteneció al grupo de las angiospermas.
Diversas características morfológicas de A. longicervia muestran una relación cercana con las plantas actuales de la familia Sarraceniaceae. Ambos taxones presentan similar morfología de hojas "carnívoras" que se extienden sobre un peciolo pequeño, dispuestas en espiral alrededor del tallo y con un peristoma liso.
Li (2005) sugiere que Archaeamphora longicervia era morfológicamente similar a la Sarracenia purpurea actual. Ambas especies comparten la forma en espiral de las hojas carnívoras, hojas tubulares y las venas principales paralelas. También muestra afinidad con las especies del género Heliamphora ya que ambas hojas carnívoras con cuello. Otra similitud es la que hay entre las estructuras semicirculares de Archaeamphora longicervia y parte secretora de néctar presente en la parte posterior de las hojas carnívoras de Heliamphora exappendiculata.
La misma autora menciona el descubrimiento de una nueva planta carnívora en la misma formación. Esta otra especie difiere de A. longicervia en que tiene hojas carnívoras sin constricción antes de la boca, en su lugar sale del peciolo una formación con forma de trompeta. Otra forma intermedia posee un cuello más ancho, lo que hace pensar que las plantas carnívoras ya formaban grupos diversos desde el cretáceo temprano.

## Hábitat
El área que habitó A. longicervia se cree que tuvo grandes fluctuaciones climáticas durante el Cretáceo temprano, cambiando desde zonas áridas o semiáridas a condiciones más húmedas. El sustrato de la región estaba compuesto principalmente de sedimentos lacustres y rocas volcánicas.